# Tyler Scott
Tyler Scott (Norton, 12 ottobre 2001) è un giocatore di football americano statunitense che milita nel ruolo di wide receiver per i Chicago Bears della National Football League (NFL).

## Carriera

### Chicago Bears
Al college Scott giocò a football all'Università di Cincinnati. Fu scelto nel corso del quarto giro (133º assoluto) del Draft NFL 2023 dai Chicago Bears. Debuttò come professionista subentrando nella gara del primo turno contro i Green Bay Packers ricevendo due passaggi per 14 yard dal quarterback Justin Fields. La sua prima stagione si chiuse con 17 ricezioni per 168 yard disputando tutte le 17 partite, di cui 4 come titolare.